# Röd vari
Röd vari (Varecia rubra) är en art i familjen lemurer som förekommer på Madagaskar.

## Kännetecken
Djuret når en kroppslängd mellan 50 och 55 centimeter och därtill kommer en 60 till 65 centimeter lång svans. Vikten ligger mellan 3,5 och 4 kilogram. Pälsen på djurets rygg och på övre delen av extremiteterna är rödbrun. Svansen, buken, ansiktet och fötterna är svarta. Röd vari har en vit nacke och ibland finns vita ställen vid andra kroppsdelar. Nosen är långsträckt, tungan är lång och vid öronen finns påfallande tofsar.

## Utbredning och habitat
Röd vari är endemisk på halvön Masoala i nordöstra Madagaskar. Habitatet utgörs av tropisk regnskog. Arten förekommer upp till 1000 meter över havet.

## Levnadssätt
Dessa primater lever i träd och vistas vanligen i trädens övre delar. De rör sig långsamt men kan hoppa från gren till gren. Djuret är aktivt på dagen. Individernas sociala beteende är variabel, de lever antingen i familjegrupper eller i större grupper med 2 till 16 medlemmar. För kommunikationen har de olika läten. De ropar efter gruppmedlemmar, varnar varandra eller skriker när främmande individer kommer för nära.
Födan utgörs främst av frukter men de äter även blad. Med hjälp av sin långa tunga äter de blommornas nektar. På så sätt spelar de en betydande roll för vissa växters pollinering. När de äter hänger de ibland med huvudet neråt.
Parningen sker mellan maj och juli. Efter dräktigheten som varar i ungefär 100 dagar föder honan i september eller oktober tvillingar (ibland tre ungar). Före födelsen skapar honan en bo av blad. Efter cirka 70 dagar utför ungarna sina första självständiga utflykter.

## Hot
Röd varin hotas främst av levnadsområdets förstöring och dessutom jagas den ibland för köttets skull. 1997 inrättades en nationalpark på Masoala som skyddar delar av populationen. IUCN listar arten som starkt hotad (endangered).